# Ehrenzeichen des Landes Tirol

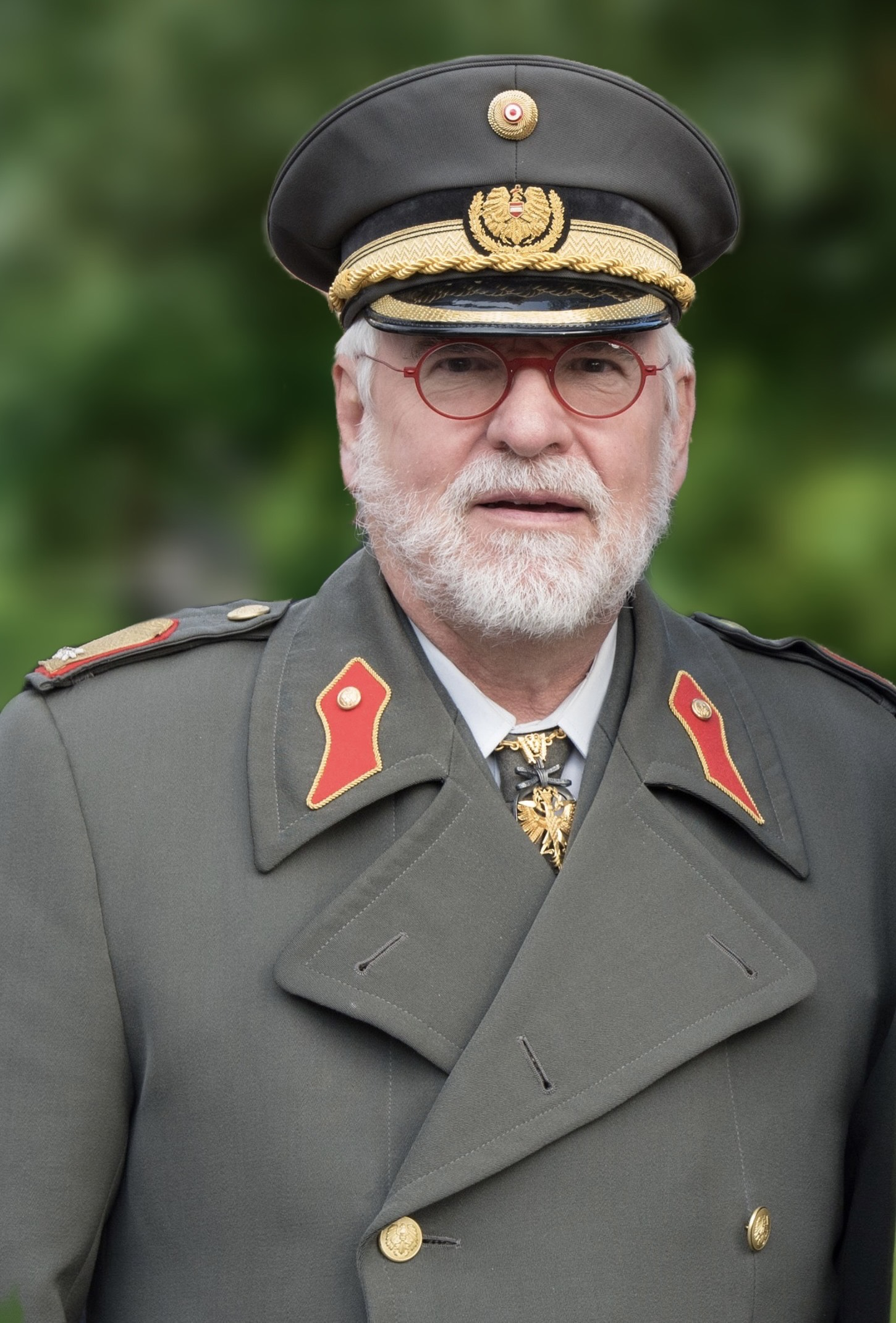
Generalmajor Herbert Bauer mit dem Ehrenzeichen des Landes Tirol als Halsdekoration (2020)

Das Ehrenzeichen des Landes Tirol ist eine Auszeichnung, die vom österreichischen Bundesland Tirol vergeben wird. Es zeigt den Silbervergoldeten Tiroler Adler, umgeben von einem ovalen patinierten Silberreifen auf dem über dem Haupt des Adlers eine Bandschleife mit der Inschrift „AQUILA TIROLIS DIGNITATE HONESTO“ angebracht ist. Geehrt werden damit Persönlichkeiten, die sich durch politisches, wirtschaftliches, kulturelles oder humanitäres Engagement um Tirol verdient gemacht haben.
Das Ehrenzeichen wurde per Gesetz am 30. November 1955 eingeführt und wird jährlich von der Tiroler Landesregierung nach Möglichkeit am 20. Februar, dem Todestag Andreas Hofers, verliehen. Die Zahl der jährlich Ausgezeichneten ist auf zwölf beschränkt, traditionell werden auch Südtiroler berücksichtigt.
Der Präsident des Tiroler Landtages und der Landeshauptmann von Tirol bekommen das Ehrenzeichen mit dem Tag ihrer Wahl auf Lebenszeit. Das Ehrenzeichen und die dafür ausgestellte Urkunde gehen in das Eigentum des Ausgezeichneten über. Eine Rückgabepflicht nach seinem Tode besteht nicht, beides kann in das Eigentum einer anderen Person übergehen, die aber kein Tragerecht hat. Jeder Inhaber eines Ehrenzeichens ist berechtigt, das Ehrenzeichen als Stecknadel oder an silbervergoldeter Kette um den Hals zu tragen und sich als Besitzer zu bezeichnen. Andere Vorrechte sind mit der Auszeichnung nicht verbunden.